# Памятник Фаине Раневской
Памятник Фаине Раневской — памятник советской актрисе Ф. Г. Раневской, установленный на её родине, в Таганроге, в мае 2008 года.

## Памятник
Автор памятника — ростовский скульптор Давид Бегалов, архитектор — Сергей Рябоштанов. Памятник установлен в Таганроге, на улице Фрунзе, перед домом, в котором прошло детство и юность актрисы (ул. Фрунзе 10 в настоящее время, в годы юности Раневской — ул. Николаевская, 12) и в котором уже который год городские власти планируют открыть музей Фаины Раневской. Бронзовая скульптура изображает Раневскую в роли Ляли из фильма «Подкидыш». Высота скульптуры — 215 см. Бронзовый плинт скульптуры установлен на невысоком декоративном постаменте в виде полированной плиты из красного мрамора. В тыльной части мраморного постамента выполнены надписи «Памятник установлен при содействии администрации города Таганрога и ОАО «Красный котельщик». 2008» и «Архитектор Рябоштанов С.Ю. Скульптор Бегалов Д.Р.».

## История
Идея и первоначальный вариант памятника были разработаны таганрогским скульптором Аллой Виневской. Однако позднее было решено провести конкурс, в котором приняли участие Алла Виневская (Таганрог), Владимир Дмитриев (Таганрог), Давид Бегалов (Ростов-на-Дону). Победителем был определён проект ростовского скульптора Давида Бегалова. Памятник изготовлен за счёт таганрогского завода «Красный котельщик», выделившего для этих целей 1 200 000 рублей.
«Когда я умру, похороните меня и на памятнике напишите: „Умерла от отвращения“»
Ф. Г. Раневская.
Многие считают, что памятник в кинообразе Ляли самой Фаине Раневской не понравился бы. Существует мнение, что «настоящим памятником» великой актрисе стала арт-кофейня «Фрекен Бок», открывшаяся неподалёку в 2009 году.
Тем не менее, памятник Фаине Раневской был торжественно открыт 16 мая 2008 года, в день старта первого международного театрального фестиваля им. Фаины Раневской «Великая провинция». На мероприятии присутствовали мэр города Таганрога, представители областной администрации, многочисленные гости, народные артисты России Евгений Стеблов и Ирина Карташева, работавшие вместе с Раневской в Театре имени Моссовета.
«Фаина Георгиевна была очень самоироничным человеком и, наверное, очень смеялась бы, если бы узнала об открытии ей памятника. Раневская страдала от отпускаемых со всех сторон реплик „Муля, не нервируй меня!“, самой любимой её ролью в кино была роль в фильме Михаила Ромма „Мечта“. Тем не менее открытие памятника, безусловно, важное событие. Можно обсуждать тот или иной образ в исполнении актрисы, каждый видит по-своему»
 — Е. Стеблов, 2008.
В мае 2008 года, через несколько дней после торжественного открытия памятника, была произведена попытка вандального «демонтажа» зонтика, который, по замыслу скульптора, мог вращаться в руке Раневской. Городские власти, оперативно отреагировав, укрепили зонтик посредством усиления конструкции и сварных соединений, исключив при этом возможность его вращения.

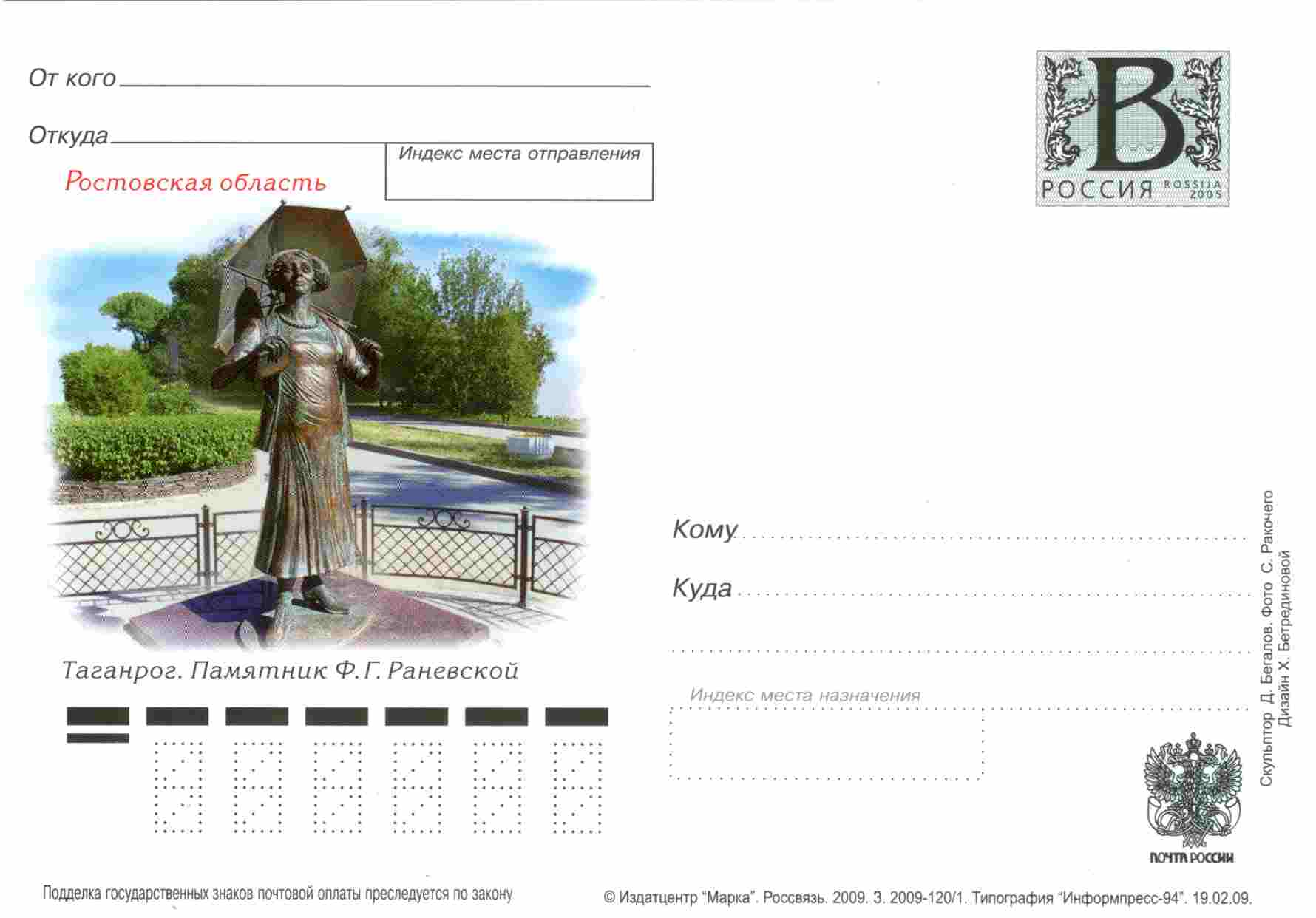
Почтовая карточка
«Таганрог. Памятник Ф. Г. Раневской», 2009

В 2009 году московским издательским центром «Марка» выпущена маркированная односторонняя почтовая карточка с изображённым на ней памятником Раневской.
В начале 2009 года у зонтика Раневской была похищена ручка-набалдашник. В июле 2009 года неизвестными вандалами была предпринята попытка вырвать из правой руки скульптурного изображения Раневской сумочку. Потерпев неудачу — сумочку удалось только искалечить — вандалы попытались отрезать или отломать саму руку. В начале октября 2009 года вновь была предпринята попытка «демонтажа» зонтика. Зонтик «устоял», но ручка оказалась изогнутой, а сварные соединения, сделанные в 2008 году для усиления конструкции — разрушены. Восстановительные работы были проведены только в январе 2010 года, к юбилейным торжествам А.П. Чехова.
27 августа 2011 года, в день 115-летия со дня рождения Фаины Раневской, вандалами была вновь предпринята атака на зонтик: изогнута ручка, разрушено сварное соединение, вырван бант на шляпе актрисы.
Накануне 8 марта 2012 года в ходе очередного нападения на памятник зонт актрисы, так и не восстановленный с августа 2011 года, был деформирован ещё сильнее, оторвана ручка-набалдашник. 22 марта 2012 года неизвестные сорвали у памятника зонтик, пострадавший 8 марта. По мнению местной прессы, зонтик был сорван и оставлен на земле возле скульптуры после приезда одного из федеральных телеканалов. Зонтик был передан местными жителями полиции, которая намеревалась вернуть его для восстановления памятника муниципальным властям. Возвращён на место зонтик был лишь в июне 2012 года. В начале октября 2012 года нападение на зонтик повторилось. Зонтик устоял, но при этом оказались разрушены отдельные сварные соединения, погнута ручка и вырвана одна спица зонта.
2 мая 2014 года в очередной раз у памятника был похищен зонтик. Восстановлен зонтик был в середине июня. В августе 2014 года по распоряжению администрации города памятник был подвергнут варварской холодной пескоструйной обработке. В результате этой механической обработки скульптура лишилась тонкого декоративного покрытия, вскрылись все технологические швы и стала бросаться в глаза неоднородность исходного материала. Зонтик был намертво приварен к фигуре Раневской.